# Премено
Премено (італ. Premeno, п'єм. Premén) — муніципалітет в Італії, у регіоні П'ємонт,  провінція Вербано-Кузіо-Оссола.
Премено розташоване на відстані близько 550 км на північний захід від Рима, 135 км на північний схід від Турина, 15 км на північний схід від Вербанії.
Населення — 744 особи (2014).
Щорічний фестиваль відбувається 20 липня. Покровитель — Santa Margherita.

## Демографія
Населення за роками:

Станом на 1 січня 2023 року в муніципалітеті офіційно проживало 30 іноземців з 14 країн, серед них 11 громадян країн Євросоюзу та 8 громадян України.

## Сусідні муніципалітети
- Аурано
- Бее
- Гіффа
- Інтранья
- Оджеббіо
- Віньйоне